# Standing Ovation (programma televisivo)
Standing Ovation è stato un programma televisivo italiano, trasmesso in prima serata su Rai 1 dal 17 febbraio al 17 marzo 2017 con la conduzione di Antonella Clerici basato sul format messicano Stand Up for Your Country.

## Il programma
Al programma partecipano dieci coppie di concorrenti, formate da un giovane dagli 8 ai 17 anni accompagnato da un genitore o un parente, le quali devono esibirsi cantando insieme un brano.
Al termine di ogni esibizione, all'apertura del music box, il pubblico, composto da 300 persone, se ha apprezzato, si alza dalla sedia e dà il suo voto, mentre i tre giurati hanno a disposizione 50 punti ciascuno per votare alzandosi in piedi all'apertura del music box.
Alla fine della puntata, il voto dei giurati e quello del pubblico vengono sommati, per un totale massimo di 450 punti, determinando la classifica finale, e concluse le manche le due coppie arrivate per ultime sono a rischio di eliminazione e devono affrontare due duelli speciali dove chi raccoglie meno stand up da parte del pubblico viene eliminato. La coppia vincitrice della puntata ha diritto, nel corso della serata successiva, a esibirsi con una star della musica.
Nella puntata finale è risultata vincitrice la coppia formata da Aurora e il padre Omar Codazzi.

## Cast

### Giuria
- Nek
- Loredana Bertè
- Romina Power

### Concorrenti
- Aurora ed Omar Codazzi (figlia e padre, 13 e 46 anni), Torrazza Coste (PV)
- Alessia e Mario Dileo (figlia e padre, 17 e 47 anni), Grassano (MT)
- Angelica e Stefania (figlia e madre, 11 e 50 anni), Roma
- Daniele ed Eleonora (figlio e madre, 11 e 40 anni), Roma
- Elsa e Stefano Cherchi (figlia e padre, 14 e 40 anni), Carloforte (Sud Sardegna)
- Emanuele e Luigi Maisto (figlio e padre, 9 e 46 anni), Casaluce (CE)
- Giulia e Giovanna (nipote e zia, 9 e 37 anni), Palermo
- Joao e Sabrina (figlio e madre, 14 e 49 anni), Roma
- Maria ed Ernesto Radano (figlia e padre, 11 e 46 anni), Pontecagnano Faiano (SA)
- Valerio Rimola e Fabiola Urrico (figlio e madre, 13 e 42 anni), Pombia (NO)

## Ascolti
| Puntata | Messa in onda    | Telespettatori | Share  | Ospiti                                          |
| ------- | ---------------- | -------------- | ------ | ----------------------------------------------- |
| 1       | 17 febbraio 2017 | 4 270 000      | 18,66% | Il Volo                                         |
| 2       | 24 febbraio 2017 | 3 468 000      | 15,24% | Francesco Gabbani                               |
| 3       | 3 marzo 2017     | 3 842 000      | 16,96% | Paolo Bonolis, Gigi D'Alessio                   |
| 4       | 10 marzo 2017    | 3 253 000      | 14,18% | Al Bano, Raf, Giusy Ferreri                     |
| 5       | 17 marzo 2017    | 3 158 000      | 14,29% | Patty Pravo, Lino e Rosanna Banfi, Fabio Basile |
| Media   | Media            | 3 598 000      | 15,87% |                                                 |